# Pycnopygius stictocephalus
Pycnopygius stictocephalus là một loài chim trong họ Meliphagidae.